# (35444) Giuliamarconcini
(35444) Giuliamarconcini est un astéroïde de la ceinture principale découvert en 1998.

## Description
(35444) Giuliamarconcini a été découvert le 25 janvier 1998 dans la Station d'observation d'Asiago Cima Ekar, gérée par l'observatoire astronomique de Padoue en Italie, par Ulisse Munari et Maura Tombelli.

### Caractéristiques orbitales
L'orbite de cet astéroïde est caractérisée par un demi-grand axe de 2,35 ua, un périhélie de 1,91 ua, une excentricité de 0,19 et une inclinaison de 5,59° par rapport à l'écliptique. Du fait de ces caractéristiques, à savoir un demi-grand axe compris entre 2 et 3,2 ua et un périhélie supérieur à 1,666 ua, il est classé, selon la JPL Small-Body Database, comme objet de la ceinture principale.

### Caractéristiques physiques
(35444) Giuliamarconcini a une magnitude absolue (H) de 15,0 et un albédo estimé à 0,321.